# Мецано I (Савона)
Мецано I је насеље у Италији у округу Савона, региону Лигурија.
Према процени из 2011. у насељу је живело 72 становника. Насеље се налази на надморској висини од 173 м.